# Freelancer (videojuego)
Freelancer es un videojuego de simulación espacial desarrollado por Digital Anvil y publicado por Microsoft. Originalmente el juego fue anunciado por Chris Roberts en 1997, pero siguiendo cambios en el cronograma de desarrollo y la posterior compra de Digital Anvil por Microsoft, fue finalmente lanzado en marzo de 2003.
El videojuego permite al usuario pilotar un caza estelar y visitar varios sistemas estelares. El jugador puede iniciarse en combates con otros cazas estelares para proteger comerciantes, o practicar la piratería. También, se podrán visitar planetas y estaciones espaciales para buscar trabajo y/o comerciar mercancías. El modo de un jugador posee una historia en la que el jugador toma el rol de Edison Trent, en una serie de misiones para salvar al sector Sirius de una misteriosa raza extraterrestre. A medida que avanza la historia, ciertas restricciones en la actividad del jugador son gradualmente liberadas, culminando con una libertad total de juego al terminar la historia, a diferencia del modo multijugador, donde la misma existe desde el principio.
Originalmente, Roberts prometió características tales como un modo multijugador con miles de jugadores, maniobras de vuelo automáticas y economía dinámica, donde los valores de las mercancías dentro de juego variaban. Estas características finalmente fueron recortadas en el lanzamiento final del juego. Sus primeras demostraciones generaron una buena impresión, pero luego de retrasos en el cronograma de desarrollo y después de la compra de Digital Anvil, con el subsecuente abandono de Chris Roberts de la empresa, los críticos dudaban sobre el lanzamiento del juego. En su lanzamiento, fue juzgado como tecnológicamente bueno, pero sin satisfacer completamente las expectativas de los críticos.

## Historia
El personaje principal es Edison Trent, un recién llegado a Manhattan, la capital de Liberty, después de que la estación espacial en la que se encontraba (Freeport 7, en el sistema Sigma-17) fuera destruida por atacantes misteriosos, pertenecientes a una organización terrorista conocida como La Orden. En este punto el jugador no tiene nave y cuenta con 500 créditos, cuando Trent invirtió el resto de su dinero en un trato con Sam Lonnigan, un representante de Samura que prometió un millón de créditos por una tonelada de Boro. Lonnigan se salvó de la explosión, aunque resultó herido crítico, y Trent desea permanecer en Liberty hasta que Lonnigan esté en condiciones de continuar el negocio. Después de llegar a Manhattan, el jugador se sale con nada más que 500 créditos y la decisión para ir al bar local. Una vez allí, el jugador se encuentra Jun'ko (Juni) Zane, una funcionaria de la Fuerza de Seguridad, que necesita un freelancer para escoltar un convoy al cercano planeta Pittsburgh. Ella le ofrece una nave de segunda mano, el Starfighter y algunos créditos a cambio de escoltar el embarque de comida y los suministros médicos del Fuerte Bush a Pittsburgh. Al aceptar la nueva nave, el jugador se moverá al punto de lanzamiento, y puede salir al espacio.

## Post-historia
Una vez que has acabado con las misiones, con la trama original del juego, es cuando empieza, para muchos jugadores, lo realmente divertido. Explorar un vasto universo no cartografiado. Existen multitud de sistemas que el jugador no conoce, pudiendo optar -ya que necesitará dinero para actualizar su nave o cambiar a otra más potente o simplemente distinta- por convertirse en un explorador (si exploras al final debes combatir, si combates obtienes botín, pero los botines no suelen ser suficiente para grandes actualizaciones); un comerciante (con rutas concretas puedes obtener grandes ganancias, llevando recursos de un extremo al otro del universo); un cazarrecompensas (dependiendo del sistema en el que trabajes obtienes mayores o menores recompensas en función de la dificultad) o un pirata (atacando convoyes, aceptando encargos...). 
En realidad, deberás mezclar todas las facetas. Los sectores internos son más sencillos, los enemigos menos duros, pero las recompensas, o los tratos comerciales, son menos beneficiosos. Del mismo modo, si sigues las rutas establecidas los trayectos son mucho más largos, así que en el lado "legal" deberás explorar, combatir y comerciar y en lado ilegal lo mismo.
En cualquier caso, para atreverte por las zonas más alejadas del centro de la galaxia necesitarás equipamiento superior (cazas pesados en el caso de las cuatro casas, cazas superpesados en los mundos exteriores) y armamento que no podrás encontrar en las tiendas.
Es esta exploración posterior lo que hace al juego casi virtualmente inacabable.

## Desarrollo
En 1997, Chris Roberts comenzó a trabajar en una visión que tenía desde que concibió por primera vez Wing Commander. Quería realizar una galaxia virtual, cuyos sistemas ejecutas en sus propios programas independientemente de la presencia de los jugadores; las ciudades estarían llenas de transporte y el clima de cada mundo cambiaría a su propio ritmo. Los precios de los productos en cada sistema estelar fluctuarían según las actividades de los comerciantes controlados por IA, que importarían y exportarían bienes. Roberts imaginó a miles de jugadores interactuando simultáneamente e influyendo en este mundo a través de una interfaz de usuario única e intuitiva nunca vista antes en otros juegos. Cada jugador podría seguir una misión establecida para su personaje y unirse a otros jugadores para intentar otras misiones juntos sin necesidad de salir del juego y comenzar un nuevo modo de juego. La inteligencia artificial pilotearia las naves espaciales de los jugadores, permitiéndoles concentrarse en el combate u otras tareas. Roberts pretendía que las escenas y visuales del juego tuvieran una calidad igual para que los jugadores no pudieran distinguir entre ambas. A fines de 1997, se anunció oficialmente que Freelancer estaba en las primeras etapas de un desarrollo de dos años y medio. 
Dos años después, el proyecto fue exhibido en GameStock, un escaparate anual para los medios de comunicación masivos de los juegos de Microsoft. Los medios de comunicación cubrieron el evento, centrándose en las características prometidas para este juego. Había preocupaciones sobre el estado de los gráficos e incertidumbres sobre la promesa de una economía dinámica, pero el sitio de juegos GameSpot dio a Roberts y su empresa, Digital Anvil, el beneficio de la duda. Inicialmente, en 1999, Roberts anunció que el juego estaría disponible en el mercado para el otoño de 2000. Sin embargo, el proyecto sufrió retrasos y para la Electronic Entertainment Expo (E3) de 2000, Roberts dijo que el lanzamiento más temprano para el juego sería a fines de 2001.
En junio de 2000, Microsoft inició conversaciones para comprar Digital Anvil. Roberts admitió que su equipo necesitaba grandes sumas de dinero, que solo una gran empresa podía proporcionar, para continuar desarrollando Freelancer con sus características "extremadamente ambiciosas" y un cronograma impredecible; el proyecto había superado su proyección original de desarrollo de tres años en 18 meses. Roberts esperaba que Microsoft no comprometiera su visión para Freelancer, y estaba convencido de que el gigante del software no intentaría la adquisición si no creía que Freelancer pudiera vender al menos 500,000 copias cuando fuera lanzado. Roberts dejó la empresa al completarse el acuerdo, pero asumió un papel de consultor creativo en Freelancer hasta su lanzamiento. Microsoft instruyó a Digital Anvil a reducir las ambiciones del proyecto y enfocarse en terminar el juego según lo posible y las fortalezas del equipo. Se abandonaron características como el control de vuelo automatizado, conversaciones con diferentes opciones de respuestas o sub-misiones secundarias. A pesar de los recortes, varios críticos creyeron que el producto resultante siguió siendo fiel a la visión de Chris Roberts. 
El equipo de Freelancer mantuvo un perfil bajo durante todo 2001 antes de mostrar una demostración de su trabajo más reciente en el Festival Internacional de Juegos 2002, atrayendo a grandes multitudes. Microsoft anunció que el proyecto estaba en marcha, y Digital Anvil agregó todo el contenido planificado para el juego para octubre de 2002. Se llevó a cabo una prueba beta con aproximadamente 500 probadores, y las únicas actividades principales que quedaban eran refinar las características del juego y corregir los errores descubiertos en las pruebas. El juego se envió a los minoristas el 4 de marzo de 2003, y más tarde estuvo disponible en línea a través del servicio Game on Demand de Yahoo. El papel de Digital Anvil en Freelancer terminó el 6 de junio de 2003, con la entrega de un parche de software para resolver problemas en el servidor y el fraude; el personal fue redistribuido a otros departamentos de Microsoft. De acuerdo con su política de soporte de cinco años para el software, Microsoft dejó de dar soporte al juego el 8 de abril de 2008 y cerró su servidor global, que gestionaba la lista de servidores multijugador y la conexión de los jugadores a ellos. 
La banda sonora de Freelancer fue lanzada por Sumthing Else Music Works el 18 de noviembre de 2003. Compuesta por el galardonado compositor James Hannigan, el grupo musical Visual Music Incorporated y el músico y programador de Digital Anvil Andrew Sega, incluye un DVD de bonificación que contiene las películas de introducción alternativas del juego, arte conceptual, guiones y contenido eliminado. Las comunidades de jugadores de Freelancer se unieron para producir versiones modificadas del juego. Sus modificaciones de software incluían nuevas naves, incluyendo grandes naves capitales, para que los jugadores las pilotaran y nuevas facciones para que se unieran. Algunas modificaciones permitían a los jugadores pilotar naves de una franquicia contra otra, por ejemplo, Star Wars contra Wing Commander. Las comunidades también trabajaron en torno a la pérdida del servidor global, permitiendo a los jugadores alojar los juegos modificados en sus servidores y continuar el mundo de juego en línea múltiple de Freelancer. 